# Cataenococcus gallicolus
Cataenococcus gallicolus är en insektsart som först beskrevs av Mamet 1954.  Cataenococcus gallicolus ingår i släktet Cataenococcus och familjen ullsköldlöss.
Artens utbredningsområde är Madagaskar. Inga underarter finns listade i Catalogue of Life.